# 부천 FC 1995 U-18
부천 FC 1995 U-18은 부천 FC 1995의 18세 이하 유스팀이다.
2013년에 창단한 부천 FC 1995의 U-18팀인 부천 FC 1995 U-18팀은 학교와 협약을 맺지 않고 운영하고 있다.또한 창단 이후 추계고교연맹전에서 우승하는 등의 좋은 모습들을 계속 보여주며 여러 선수들이 1군에 콜업되고 있다.

## 같이 보기
- 부천 FC 1995
- 부천 FC 1995 U-15
- 부천 FC 1995 U-12